# Saussurea triangulata
Saussurea triangulata là một loài thực vật có hoa trong họ Cúc. Loài này được Trautv. & C.A.Mey. miêu tả khoa học đầu tiên năm 1856.